# Xyletobius mesochlorus
Xyletobius mesochlorus är en skalbaggsart som beskrevs av Perkins 1910. Xyletobius mesochlorus ingår i släktet Xyletobius och familjen trägnagare. Inga underarter finns listade i Catalogue of Life.